# Próba spodni

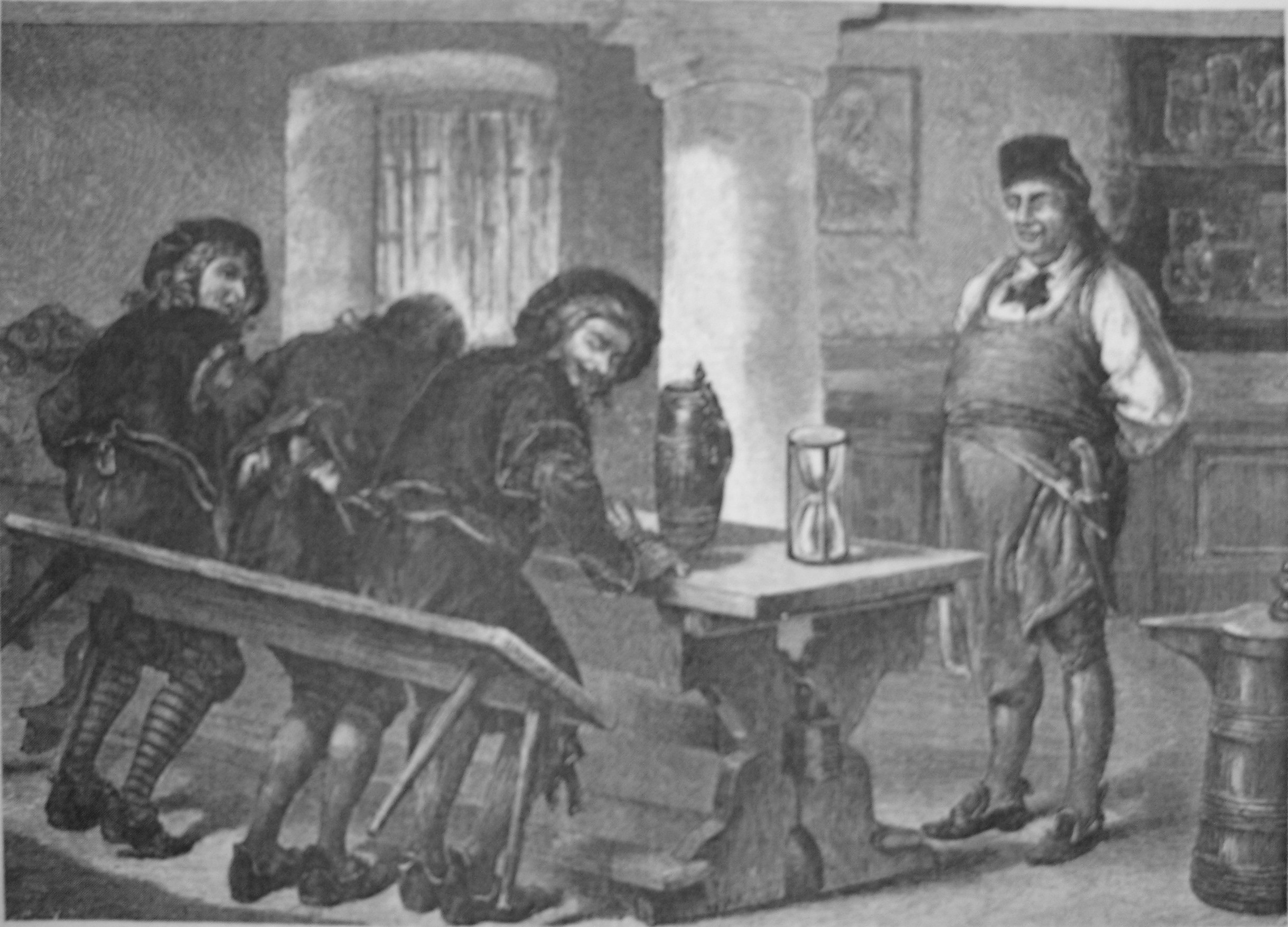
Próba spodni. Joseph Puschkin, XIX w. Na stole klepsydra odmierzająca czas

Próba spodni – wywodząca się ze średniowiecza metoda kontroli jakości piwa. Stosowana była na Pomorzu do XV w. włącznie, a w Niemczech w małych browarach nawet w początkach XX w.
Trzej degustatorzy ubrani w skórzane spodnie zasiadali na polanej brzeczką drewnianej ławie. Mistrz zapewniał im piwo i poczęstunek przez 2-3 godziny. Po czym na znak wszyscy podnosili się z miejsc. Jeśli ławka kleiła im się do spodni, a nawet się uniosła, piwo zdawało egzamin i określane było jako dobre, czyli zawierające odpowiednią ilość ekstraktu słodowego, mogło zostać więc przekazane do wyszynku i sprzedaży. Obecnie do oceny zawartości ekstraktu w brzeczce służy areometr.